# Chuck Lamb

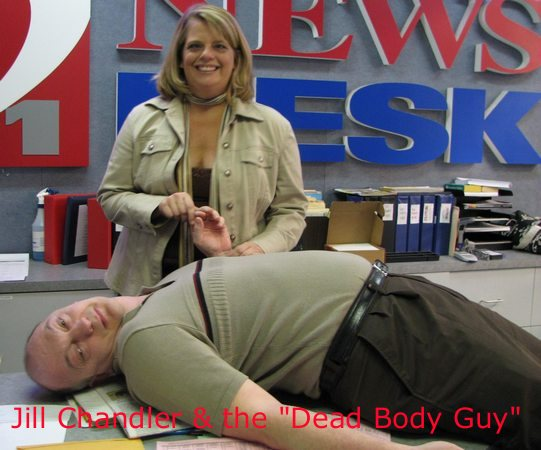
Chuck Lamb v roce 2006

Chuck Lamb, řečený Dead Body Guy (* 6. dubna 1958, Severní Karolína, USA), je americký filmový a televizní herec, který hraje pouze mrtvoly. Žije v Columbu, hlavním městě Ohia. Původně se živil jako programátor.

## Filmografie
- 2007 – Krampus
- 2007 – Book of the Dead
- 2007 – Stiffs
- 2008 – Winning home Poker
- 2009 – Thankskilling
- 2009 – Horrorween
- 2008 – Kentucky Horror Show